# Pole (heraldika)

Znak Bretaně s polem pokrytým hermelínem.

Pozadí erbu v heraldice se nazývá pole. Pole může být jednotné – potom je pokryto jednou z tinktur, nebo může být rozděleno heroldskými figurami. 
Při blasonování se tinktura a rozdělení pole uvádí první až poté se uvádí obecné figury položené na poli.